# Flores del Calvario. Libro de consuelos
Flores del Calvario. Libro de consuelos es un poemario de Jacinto Verdaguer publicado el 1896. Las tres partes de la obra llevan por título Crucíferas, Esparcimientos y Flores de Mira-Cruz.
El escritor  refleja el dolor que le provocó la privación de las licencias para hacer de sacerdote el verano del 1895 y la busca del consuelo en la identificación mística con Jesús. En este sentido la temática es similar a obras del mismo periodo como son San Francisco del 1895 y Jesús Niño, donde también se defiende de las difamaciones que considera que le han provocado el marqués de Comillas y el obispo de Vic, José Morgades. Como en otras obras del escritor de Folguerolas, el valor de la obra es literario y autobiográfico. Hace falta matizar que en el poemario  encontramos desde expresiones de resentimiento hasta cantos espirituales dirigidos a la divinidad, pasando por pequeñas coplas religiosas u oraciones adaptadas a cualquier circunstancia y persona (Verdaguer 2015: 15).

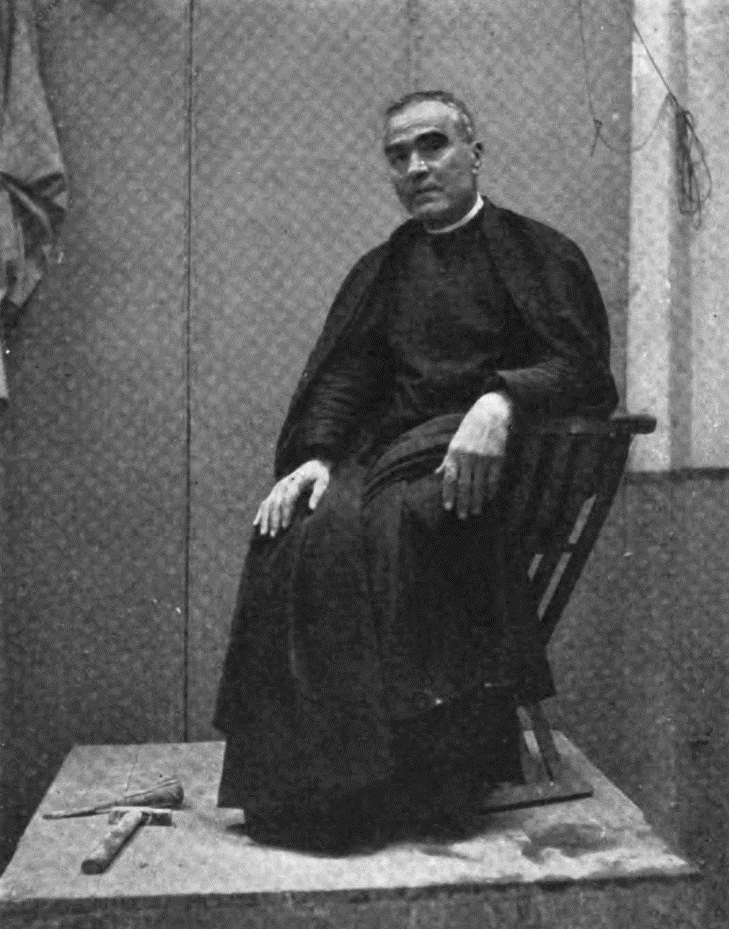
Jacinto Verdaguer

Verdaguer  reúne composiciones anteriores al 1895, a pesar de que las más representativas son del mismo año de la publicación, escritas en caliente después de recibir la noticia que tenía que dejar de hacer de sacerdote. Hay dos poemas que se consideran los más altos ejemplos de la lírica mística verdagueriana, que son el canto espiritual Sum vermis y al crucifijo.

## Temas
El tema principal de la obra es el consuelo. Expresa esta idea a través de tres imágenes: "derramar una gota de consuelo en alguna alma", "hacer entrar un rayo de luz en uno de tantos ojos que no  ven" o "enjugar una sola lágrima".
El segundo tema son las penurias, la Cruz, como origen de los poemas. Verdaguer presenta al prólogo el que él denomina la doctrina del dolor o la tribulación. La Cruz es el símbolo de las penas.
El tercer tema son las flores. En el prólogo aparecen varias imágenes y metáforas relacionadas con las flores. Así, el ramo de flores es la imagen usada para el libro, y el poeta es quien cosecha las flores y la flor es el poema.(Verdaguer 2015: 69-72)